# Derbiul Vestului
Derbiul Vestului este un meci dintre rivalii aprigi SSU Politehnica Timișoara și UTA Arad, cele mai mari și populare cluburi de fotbal din vestul României.

## Istoric și context
La prima vedere, motivele rivalității dintre Timișoara și Arad sunt multiple. Mai întâi, este rivalitatea dintre orașe, ambele cu o bogată activitate economică și culturală. După, ar fi perioada postbelică, când, din punct de vedere administrativ, destinul arădean a fost decis de Timișoara. În fotbal, cele două orașe contestă statutul de pionier în fotbalul românesc. Toate aceste aspecte au contribuit la vrăjmășia de astăzi, între Poli și UTA. Cu toate acestea, un episod decisiv a fost consumat în 1964.
Flacăra care a aprins ireversibilă rivalitatea dintre Poli și UTA a fost meciul din 16 mai 1964 la Timișoara. Ambele echipe erau înfometate de puncte și presiunea era mai mare pe umerii jucătorilor timișoreni, care se aflau într-o situație grea, în partea de jos a clasamentului. Peste 25.000 de spectatori au asaltat noul stadion pe 16 mai, stadion care nu a fost construit complet. Pe banca UTA-ei se afla Coloman Braun-Bogdan, cunoscut și ca „Csibi”, antrenor care cu un an înainte a terminat pe locul 3 cu Timișoara. După o ceartă cu Remus Lazăr și Nelu Igna, acesta a fost exclus din echipă și a preluat UTA. Deci, este de înțeles că celebrul antrenor trebuie să plătească niște „datorii”.

Sigla clubului UTA Arad

„Csibi nu a venit singur, ci cu arbitrul Lulu Mihăilescu. Au marcat un gol din ofsaid, ne-au condus, iar când am egalat la 3-3, Lereter a marcat, dar arbitrul a anulat golul. Când oamenii au văzut asta, au declanșat scandalul”, își aduce aminte, acum mulți ani, Cicerone Manolache, unul dintre protagoniștii acelui meci. Apoi a urmat un bombardament de pietre la vestiare. Poliția a intervenit, dar spectatorii nu au putut fi liniștiți atât de ușor. Martorii au spus că una dintre mașinile poliției a fost răsturnată de fanii Politehnicii. Întregul incident a fost lăsat cu arestări și expulzări pentru studenții care au participat activ la scandal. Stadionul Timișoarei a fost suspendat, iar echipa și-a disputat ultimele meciuri de acasă în exil, la Reșița. La finalul acelei ediții a campionatului, Știința Timișoara a retrogradat.

### Problemele financiare
În ultimii 20 de ani, ambele echipe s-au confruntat cu probleme financiare, astfel încât întâlnirile dintre ele au devenit mai rare, dar poate mai explozive. În primul rând, FC Politehnica Timișoara a fost cel care a avut probleme financiare la începutul anilor 2000. Apoi, Timișoara s-a redresat și a revenit în prima ligă printr-o alianță cu AEK București. Dar, anii 2000 și-au pus amprenta și asupra marelui lor rival, UTA Arad. După un periplu de un an pe prima scenă fotbalistică românească, în sezonul 2002-2003, încununat cu dramatica victorie cu 4-3 chiar în fieful marii rivale, UTA a jucat mai mereu în Liga a II-a, cu excepția momentului în care au promovat în locul lui Liberty Salonta, cea care a promovat pe teren, dar și-a vândut locul. Apoi, la începutul anilor 2010, ambele echipe au ajuns în Liga a II-a. În 2012, FC Politehnica Timișoara a dat faliment și după a fost urmată de cel mai mare rival al ei, UTA Arad, doi ani mai târziu, în 2014. Dacă la Arad, echipa a început din Liga a IV-a, fiind susținută de toată lumea și deținând palmaresul și sigla vechii echipei, la Timișoara lucrurile au fost mai complicate. După desființarea echipei FC Politehnica Timișoara în 2012, au apărut 2 echipe: ACS Poli Timișoara, fostă ACS Recaș care a fost mutată de la Recaș la Timișoara, preluând vechiul palmares al clubului și fiind susținută de autoritățile locale; al doilea este ASU Politehnica Timișoara, o echipă susținută de fanii Poli (Druckeria), care și-a început drumul din Liga a V-a. Fanii UTA au considerat-o pe ASU Politehnica Timișoara drept adevăratul lor rival deoarece a fost susținută de fanii FC Politehnica Timișoara.

### Reîntâlnirea rivalilor
Pe 13 noiembrie 2016, UTA și Poli s-au întâlnit din nou, pentru prima dată în acest nou format. Chiar dacă UTA a controlat meciul de la început până la sfârșit, Poli a reușit să înscrie golul de deschidere. Ulterior, UTA a egalat și meciul s-a încheiat 1-1. Au urmat apoi șase alte întâlniri între cele două rivale la nivel secund, 4 meciuri fiind câștigate de către UTA iar celelalte 2 meciuri de către Politehnica Timișoara. La finalul sezonului 2019/2020, Bătrâna Doamnă a promovat în elita fotbalului românesc, pe când Politehnica a rămas în Liga 2.Dacă din partea Timișoarei, lucrurile privind continuitatea echipei păreau neclare, în vara anului 2021, ASU Poli Timișoara a devenit SSU Politehnica Timișoara și a preluat palmaresul, culorile și marca FC Politehnica Timișoara de la Universitatea Politehnica Timișoara.

## Rezultatele confruntărilor directe
La 21 octombrie 2019.
| Competiții           | Meciuri | Victorii Poli | Egaluri | Victorii UTA | Goluri Poli | Goluri UTA |
| -------------------- | ------- | ------------- | ------- | ------------ | ----------- | ---------- |
| Campionatul României | 52      | 15            | 16      | 21           | 65          | 78         |
| Liga a II-a          | 25      | 10            | 5       | 10           | 31          | 35         |
| Cupa României        | 1       | 0             | 0       | 1            | 1           | 4          |
| Total                | 78      | 25            | 21      | 32           | 97          | 117        |

### Toate meciurile
Toate meciurile cunoscute, până la 21 octombrie 2019.
| Data               | Stadion              | Gazde                 | Scor             | Oaspeți               | Goluri (gazde)                                                            | Goluri (oaspeți)                                                    | Competiție    |
| ------------------ | -------------------- | --------------------- | ---------------- | --------------------- | ------------------------------------------------------------------------- | ------------------------------------------------------------------- | ------------- |
| 29 august 1948     | Francisc von Neumann | ITA Arad              | 2–0              | Politehnica Timișoara | Karpinetz (7, 9)                                                          | –                                                                   | Divizia A     |
| 20 martie 1949     | Știința              | CSU Timișoara         | 0–0              | ITA Arad              | –                                                                         | –                                                                   | Divizia A     |
| 4 iunie 1950       | Francisc von Neumann | Flamura Roșie Arad    | 4–0              | CSU Timișoara         | Capas (4), Mercea (44, 62), Boitoș (?)                                    | –                                                                   | Divizia A     |
| 29 octombrie 1950  | Știința              | Știința Timișoara     | 2–1              | Flamura Roșie Arad    | Morja (25), Pall (44 ag.)                                                 | Reinhardt (75)                                                      | Divizia A     |
| 25 martie 1951     | Francisc von Neumann | Flamura Roșie Arad    | 2–2              | Știința Timișoara     | Dumitrescu (51), Petschovschi (88)                                        | Boroș (46, 62)                                                      | Divizia A     |
| 26 august 1951     | Știința              | Știința Timișoara     | 0–3              | Flamura Roșie Arad    | Boitoș (30), Covaci (75), Mercea (76)                                     | –                                                                   | Divizia A     |
| 19 aprilie 1953    | Știința              | Știința Timișoara     | 0–0              | Flamura Roșie Arad    | –                                                                         | –                                                                   | Divizia A     |
| 4 octombrie 1953   | Francisc von Neumann | Flamura Roșie Arad    | 2–0              | Știința Timișoara     | Mercea (16), Váczi (69)                                                   | –                                                                   | Divizia A     |
| 21 octombrie 1953  | Știința              | Știința Timișoara     | 1–4              | Flamura Roșie Arad    |                                                                           |                                                                     | Cupa României |
| 16 iunie 1954      | Francisc von Neumann | Flamura Roșie Arad    | 1–1              | Știința Timișoara     | Don (26)                                                                  | Ciosescu (10)                                                       | Divizia A     |
| 27 octombrie 1954  | Știința              | Știința Timișoara     | 4–0              | Flamura Roșie Arad    | Ciosescu (8, 15, 80), Cojereanu (71 pen.)                                 | –                                                                   | Divizia A     |
| 20 martie 1955     | Francisc von Neumann | Flamura Roșie Arad    | 1–0              | Știința Timișoara     | Ioanovici (72)                                                            | –                                                                   | Divizia A     |
| 28 august 1955     | Știința              | Știința Timișoara     | 1–4              | Flamura Roșie Arad    | R. Lazăr (82)                                                             | Capas (18), Birău (32), Petschovschi (85, 87)                       | Divizia A     |
| 1 iulie 1956       | Francisc von Neumann | Flamura Roșie Arad    | 1–2              | Știința Timișoara     | Boitoș (56)                                                               | Dinulescu (40), Ciosescu (64)                                       | Divizia A     |
| 11 noiembrie 1956  | Știința              | Știința Timișoara     | 3–2              | Flamura Roșie Arad    | Ciosescu (3, 58), Gârleanu (85)                                           | Petschovschi (10), Jurcă (15)                                       | Divizia A     |
| 8 septembrie 1957  | Francisc von Neumann | Flamura Roșie Arad    | 3–3              | Știința Timișoara     | Jurcă (23, 59), Mercea (24)                                               | Ciosescu (52, 67), Dușan (81 ag.)                                   | Divizia A     |
| 20 aprilie 1958    | Știința              | Știința Timișoara     | 2–2              | Flamura Roșie Arad    | Gârleanu (29), Cădariu (57)                                               | Matias (18), Țârlea I (20)                                          | Divizia A     |
| 21 septembrie 1958 | Francisc von Neumann | UTA Arad              | 1–1              | Știința Timișoara     | Igna (59)                                                                 | Zaharia (58)                                                        | Divizia A     |
| 29 martie 1959     | Știința              | Știința Timișoara     | 1–2              | UTA Arad              | Filip (65 pen.)                                                           | Țârlea I (12, 80)                                                   | Divizia A     |
| 13 octombrie 1960  | Știința              | Știința Timișoara     | 2–3              | UTA Arad              | Gârleanu (18), Manolache (56)                                             | Petschovschi (2), Metskas (22), Tăucean (53)                        | Divizia A     |
| 23 aprilie 1961    | Francisc von Neumann | UTA Arad              | 1–1              | Știința Timișoara     | Czako (8)                                                                 | Lereter (41)                                                        | Divizia A     |
| 3 septembrie 1961  | Știința              | Știința Timișoara     | 1–0              | UTA Arad              | R. Lazăr (53)                                                             | –                                                                   | Divizia A     |
| 1 aprilie 1962     | Francisc von Neumann | UTA Arad              | 1–1              | Știința Timișoara     | Mir. Sasu (77)                                                            | Lereter (50)                                                        | Divizia A     |
| 28 noiembrie 1962  | Francisc von Neumann | UTA Arad              | 3–2              | Știința Timișoara     | Leac (29), Chivu (40), Mir. Sasu (81)                                     | Bîtlan (14, 20)                                                     | Divizia A     |
| 21 aprilie 1963    | Știința              | Știința Timișoara     | 1–1              | UTA Arad              | Mițaru (3)                                                                | Mir. Sasu (30)                                                      | Divizia A     |
| 20 octombrie 1963  | Francisc von Neumann | UTA Arad              | 2–1              | Știința Timișoara     | Tomeș (23), Țârlea I (55)                                                 | Surdan (90)                                                         | Divizia A     |
| 17 mai 1964        | 1 Mai                | Știința Timișoara     | 3–3              | UTA Arad              | Mițaru (28), Manolache (30), Lereter (75)                                 | Țârlea I (9), Tomeș (23, 76)                                        | Divizia A     |
| 5 septembrie 1965  | Francisc von Neumann | UTA Arad              | 0–0              | Știința Timișoara     | –                                                                         | –                                                                   | Divizia A     |
| 10 aprilie 1966    | 1 Mai                | Politehnica Timișoara | 1–0              | UTA Arad              | Lereter (25)                                                              | –                                                                   | Divizia A     |
| 9 noiembrie 1966   | Francisc von Neumann | UTA Arad              | 5–2              | Politehnica Timișoara | Șchiopu (5, 19, 56), Tr. Popescu (14, 44)                                 | Mihăilă (61), Popanică (86)                                         | Divizia A     |
| 28 mai 1967        | 1 Mai                | Politehnica Timișoara | 4–2              | UTA Arad              | Cotormani (54), Regep (67), Lereter (74 pen.), Mureșan (82)               | Jac (31), Țârlea I (89 pen.)                                        | Divizia A     |
| 9 decembrie 1973   | Francisc von Neumann | UTA Arad              | 3–0              | Politehnica Timișoara | Kun (23), Brosovszky (42), Domide (87)                                    | –                                                                   | Divizia A     |
| 19 iunie 1974      | 1 Mai                | Politehnica Timișoara | 1–3              | UTA Arad              | Bojin (16)                                                                | Trandafilon (3, 69), Leac (71)                                      | Divizia A     |
| 10 noiembrie 1974  | 1 Mai                | Politehnica Timișoara | 0–0              | UTA Arad              | –                                                                         | –                                                                   | Divizia A     |
| 18 mai 1975        | Francisc von Neumann | UTA Arad              | 2–0              | Politehnica Timișoara |                                                                           | –                                                                   | Divizia A     |
| 23 noiembrie 1975  | 1 Mai                | Politehnica Timișoara | 3–0              | UTA Arad              | Anghel (33), Dembrovschi (74), Petrescu (80)                              | –                                                                   | Divizia A     |
| 9 iunie 1976       | Francisc von Neumann | UTA Arad              | 2–1              | Politehnica Timișoara | Colnic (12), Brosovszky (29)                                              | Floareș (62)                                                        | Divizia A     |
| 10 octombrie 1976  | 1 Mai                | Politehnica Timișoara | 2–1              | UTA Arad              | Dembrovschi (11 pen.), Roșca (89)                                         | Nedelcu (63)                                                        | Divizia A     |
| 15 mai 1977        | Francisc von Neumann | UTA Arad              | 2–1              | Politehnica Timișoara | Leac (29), Brosovszky (84)                                                | Lața (75)                                                           | Divizia A     |
| 12 octombrie 1977  | 1 Mai                | Politehnica Timișoara | 1–1              | UTA Arad              | Lața (54 pen.)                                                            | Brosovszky (20)                                                     | Divizia A     |
| 23 aprilie 1978    | Francisc von Neumann | UTA Arad              | 2–1              | Politehnica Timișoara |                                                                           |                                                                     | Divizia A     |
| 28 octombrie 1978  | Francisc von Neumann | UTA Arad              | 1–0              | Politehnica Timișoara | Brosovszky (26)                                                           | –                                                                   | Divizia A     |
| 25 aprilie 1979    | 1 Mai                | Politehnica Timișoara | 1–0              | UTA Arad              | Cotec (15)                                                                | –                                                                   | Divizia A     |
| 14 octombrie 1981  | 1 Mai                | Politehnica Timișoara | 0–0              | UTA Arad              | –                                                                         | –                                                                   | Divizia A     |
| 17 aprilie 1982    | Francisc von Neumann | UTA Arad              | 0–0              | Politehnica Timișoara | –                                                                         | –                                                                   | Divizia A     |
| 18 septembrie 1983 | Francisc von Neumann | UTA Arad              | 1–2              | Politehnica Timișoara | Țârlea II (3)                                                             | Anghel (53), Vlătănescu (63)                                        | Divizia B     |
| 1 aprilie 1984     | 1 Mai                | Politehnica Timișoara | 3–0              | UTA Arad              | Giuchici (32, 35), Ad. Manea (78)                                         | –                                                                   | Divizia B     |
| 16 noiembrie 1986  | 1 Mai                | Politehnica Timișoara | 4–2              | UTA Arad              | Vușcan (7), Bolba (28, 55), Sabou (50)                                    | Lucaci (11, 22)                                                     | Divizia B     |
| 7 iunie 1987       | Francisc von Neumann | UTA Arad              | 0–2              | Politehnica Timișoara | –                                                                         | Bobaru (25), Bolba (70)                                             | Divizia B     |
| 11 noiembrie 1988  | 1 Mai                | Politehnica Timișoara | 3–1              | UTA Arad              | Ionuț (8), Vlaicu (59), Varga (87)                                        | Mulțescu (42)                                                       | Divizia B     |
| 12 martie 1989     | Francisc von Neumann | UTA Arad              | 2–3              | Politehnica Timișoara | Petrescu (1, 74)                                                          | Trăistaru (30), Oloșutean (35), Varga (64)                          | Divizia B     |
| 11 septembrie 1993 | Francisc von Neumann | UTA Arad              | 1–0              | Politehnica Timișoara | A. Ungur (37)                                                             | –                                                                   | Divizia A     |
| 27 februarie 1994  | 1 Mai                | Politehnica Timișoara | 1–0              | UTA Arad              | Varga (83 pen.)                                                           | –                                                                   | Divizia A     |
| 6 septembrie 1997  | Francisc von Neumann | UTA Arad              | 1–3              | Politehnica Timișoara | Volocaru (90)                                                             | Stoican (14), Ibrahim (75), Călin (81)                              | Divizia B     |
| 28 martie 1998     | Dan Păltinișanu      | Politehnica Timișoara | 1–1              | UTA Arad              | Mar. Sasu (52)                                                            | Ad. Baciu (50)                                                      | Divizia B     |
| 5 septembrie 1998  | Francisc von Neumann | UTA Arad              | 1–1              | Politehnica Timișoara | Cl. Drăgan (61)                                                           | Stoican (4)                                                         | Divizia B     |
| 7 aprilie 1999     | Dan Păltinișanu      | Politehnica Timișoara | 1–2              | UTA Arad              | Codrea (12)                                                               | Mariș (25), Cl. Drăgan (46)                                         | Divizia B     |
| 27 octombrie 1999  | Francisc von Neumann | UTA Arad              | 1–0              | Politehnica Timișoara | Cr. Todea (66)                                                            | –                                                                   | Divizia B     |
| 3 mai 2000         | Dan Păltinișanu      | Politehnica Timișoara | 2–0              | UTA Arad              | Stupar (45), Naidin (90)                                                  | –                                                                   | Divizia B     |
| 18 octombrie 2000  | Dan Păltinișanu      | Politehnica Timișoara | 0–1              | UTA Arad              | –                                                                         | Cr. Todea (52)                                                      | Divizia B     |
| 12 mai 2001        | Francisc von Neumann | UTA Arad              | 0–0              | Politehnica Timișoara | –                                                                         | –                                                                   | Divizia B     |
| 13 octombrie 2001  | Dan Păltinișanu      | Politehnica Timișoara | 1–2              | UTA Arad              | Benga (86)                                                                | Miculescu (38, 43)                                                  | Divizia B     |
| 11 mai 2002        | Francisc von Neumann | UTA Arad              | 7–0              | Politehnica Timișoara | Drida (4), Fritea (11), Miculescu (12, 43), Ciubăncan (48), Ianu (51, 61) | –                                                                   | Divizia B     |
| 5 octombrie 2002   | Dan Păltinișanu      | Politehnica Timișoara | 3–4              | UTA Arad              | M. Oprea (1, 68), R. Stancu (39)                                          | Constantinovici (51, ag.), N'Jock (62), Manta (77), Chițescu (90+2) | Divizia A     |
| 16 aprilie 2003    | Francisc von Neumann | UTA Arad              | 0–1              | Politehnica Timișoara | –                                                                         | M. Oprea (30)                                                       | Divizia A     |
| 18 noiembrie 2006  | Dan Păltinișanu      | Politehnica Timișoara | 2–0              | UTA Arad              | Pleșan (25), Mansour (74)                                                 | –                                                                   | Liga I        |
| 18 mai 2007        | Francisc von Neumann | UTA Arad              | 2–1              | Politehnica Timișoara | Hora (27), Edson (55)                                                     | Bucur (50)                                                          | Liga I        |
| 1 septembrie 2007  | Francisc von Neumann | UTA Arad              | 2–3              | Politehnica Timișoara | Cr. Todea (26), Bălțoi (49)                                               | Bucur (4, 12, 89)                                                   | Liga I        |
| 15 martie 2008     | Dan Păltinișanu      | Politehnica Timișoara | 2–0              | UTA Arad              | Arm. Karamian (23), Abiodun (62)                                          | –                                                                   | Liga I        |
| 30 septembrie 2011 | Francisc von Neumann | UTA Arad              | 0–0              | Politehnica Timișoara | –                                                                         | –                                                                   | Liga a II-a   |
| 20 aprilie 2012    | Dan Păltinișanu      | Politehnica Timișoara | 0–1              | UTA Arad              | –                                                                         | Galanis (11)                                                        | Liga a II-a   |
| 13 noiembrie 2016  | Motorul              | UTA Arad              | 1–1              | Politehnica Timișoara | Andor (88)                                                                | Blănaru (70)                                                        | Liga a II-a   |
| 21 mai 2017        | Dan Păltinișanu      | Politehnica Timișoara | 0–3              | UTA Arad              | –                                                                         | Curtuiuș (30), Gligor (33), Piccioni (90+2)                         | Liga a II-a   |
| 15 octombrie 2017  | Dan Păltinișanu      | Politehnica Timișoara | 2–1              | UTA Arad              | Predescu (3), Bilia (62)                                                  | Asani (9)                                                           | Liga a II-a   |
| 24 aprilie 2018    | Otto Greffner        | UTA Arad              | 3–0 (masa verde) | Politehnica Timișoara | –                                                                         | –                                                                   | Liga a II-a   |
| 27 octombrie 2018  | Dan Păltinișanu      | Politehnica Timișoara | 1–3              | UTA Arad              | Bozian (67 pen.)                                                          | Janos (14, 40), Rus (87)                                            | Liga a II-a   |
| 4 mai 2019         | Motorul              | UTA Arad              | 0–2              | Politehnica Timișoara | –                                                                         | Ignea (10), Al. Manea (71)                                          | Liga a II-a   |
| 21 octombrie 2019  | Motorul              | UTA Arad              | 1–0              | Politehnica Timișoara | Rus (49)                                                                  | –                                                                   | Liga a II-a   |

Note:
- UTA Arad a câștigat meciul disputat pe 24 aprilie 2018 la masa verde, după ce jucătorii echipei SSU Politehnica Timișoara s-au retras din teren în minutul 62, la scorul de 0-0, ca protest pentru faptul că doar 70 de suporteri ai Politehnicii au fost permiși pe stadion.[7]